# جبريل بيل
غابرييل بيل (بالألمانية: Gabriel Biel)‏ (1420 أو 1425 – 7 ديسمبر 1495)، كان فيلسوفًا سكولاستيًا وعضوًا في الكنيسة في أبرشية فينديشيم التي كانت تمثل النسخة الدينية من أخوية الحياة المشتركة.
وُلد بيل في شباير وتوفي في إينشيديل بالقرب من توبينغن. عام 1432، عُين في الكهنوت وقصد جامعة هايدلبرغ للحصول على درجة البكالوريوس. نجح على الصعيد الأكاديمي وأصبح مدرسًا في كلية الآداب مدة ثلاث سنوات، حتى حصل على شهادة أعلى في جامعة إرفورت. كانت إقامته الأولى قصيرة، وبقي فيها فقط إلى حين انتقاله إلى جامعة كولونيا. لم يكمل دراسته هناك أيضًا، وعاد إلى إرفورت عام 1451 لإكمالها. كان المنهجان في تلك الجامعتين مختلفين بشكل كبير، إذ أكدت جامعة كولونيا على السيد توما الأكويني وعلى المناهج السكولاستية الكلية بشكل كبير، بينما ركزت جامعة إرفورت على وليم الأوكامي. نظرًا لاعتماده على التقاليد السكولاستية، بالإضافة إلى وجهات نظر المذهب الاسمي لوليم الأوكامي، كان يُنسب إليه عادة أنه «متحدث صريح عن المذهب الحديث، ومستخدم بارز لفكر المذهب القديم». (أوبيرمان، 11).

## حياته
درس بيل في جامعات هايدلبرغ، وإرفورت، وكولونيا. خلال أوائل ستينيات القرن الخامس عشر، أصبح واعظًا في كاتدرائية ماينتس التي كان قسًا فيها. أثناء وجوده في كاتدرائية ماينتس، بدأ بالدفاع عن أدولف فون ناسو وكتب ديفينسوريوم أوبيدينت أبوستوليس (باللاتينية: Defensorium Obediente Apostolice). لاحقًا، أصبح رئيسًا لقديسين بوتسباخ، وعاش في كنيسة الأخوة في رينغاو حتى عام 1468. دعاه دوق إبرهارد الأول ليصبح أول رئيس للمجلس في كنيسة الأخوة الجديد في سانت مارك، حيث خدم لتسع سنوات، ودعم حركة الأخوة بتعيين كاهن عام على نهر الراين في ماينتس ودمج معتقدات الأخوة الدينية في منهج مدرسي هناك. عام 1479، عُين رئيسًا لهيئة التشريع هناك.
في تلك المرحلة، تعاون مع دوق إبرهارد على تأسيس جامعة توبنغن. وعُيِّن عام 1484 الأستاذ الأول لعلم اللاهوت في الكلية الجديدة، واستمر بكونه أحد أكثر الأعضاء شهرة حتى وفاته، حتى أنه تبوأ منصب كاهن رئيس جامعة عامي 1484 و1489. عارض حينئذ تعيين الواقعي جوان هينلين في الكلية.
رغم أنه كان يبلغ الستين من العمر حين بدأ في التدريس، منح عمل بيل، كأستاذ وكاتب، شرفًا كبيرًا للجامعة الجديدة. تضمن عمله تطويرًا منهجيًا لوجهات نظر معلمه وليم الأوكامي. في سنوات لاحقة، عُرف بأنه «آخر العلماء». بعد تقاعده، أكمل حياته في منزل الأخوة الموسَّس حديثًا في سانت بطرس في إينشيديل قرب توبنغن، ومات فيه.

## أعماله
لأول منشورات بيل عن قانون القداس الإلهي أهمية وقيمة دائمة. عمله الثاني والأهم تعليق على كتب سينتينسيس (بالإنجليزية: Sentences) لمؤلفها بيتر لومبارد، الذي سيكون له تأثير مهم على مارتن لوثر خلال الإصلاح البروتستانتي القادم. يقول إن وليم الأوكامي هو أستاذه في هذا المجال، ولكن يبدو في كتبه الثلاثة الأخيرة أنه يتبع المذهب السكوطي أكثر من الاسمي. يصفه ماثيوس سكيبان بأنه «أحد أفضل الاسميين، وهو واضح ودقيق وأكثر إيجابية، بالإضافة إلى أنه أكثر إخلاصًا للكنيسة من أي شخص آخر» (دوغماتيك رقم. 1073). يوضح المؤرخ جانسن أنه كان واحدًا من القلة الاسميين الذين أنشؤوا نظامًا لاهوتيًا دون أن توجَّه إليهم تهمة الهرطقة.
لم يكن بيل ضيق الأفق أو مفرطاً في التأمل. رغم كونه اسميًا، كان متصالحًا مع الواقعية، التي ازدهرت أيضًا في توبينغين بقيادة كونراد سومنهارت. وصفه جانسن بأنه سكولاستي «بعيد عن التأملات الفارغة والتلاعب الفكري الحاذق، كونه مهتمًا بالأسئلة والاحتياجات الخاصة بالحياة الواقعية»، وكان مهتمًا بالحركات الاجتماعية في زمنه، وحافظ على علاقات طيبة مع الإنسانيين. منحه أحد الإنسانيين اللاحقين وهو هينيريك بيبيل لقب «الملك على اللاهوتيين». استُحضرت كتاباته اللاهوتية مرارًا وتكرارًا في نقاشات مجمع ترنت.
كونه عاش في فترة انتقالية، يتصف بيل بصفات من مرحلتين فكريتين. ووفقًا إلى البعض، كان سكولاستيًا فسر كتابات أرسطو بدًلا من تفسير النصوص المقدسة. وبالنسبة إلى البعض الآخر، دافع عن تعليم لاهوتي أكثر حرية.
في شهر مايو من عام 1459، نشأ جدل عند انتخاب ديتر فون إيزنبورغ ليتولى منصب رئيس أساقفة ماينتس، ولكنه فشل في دفع الرسوم السنوية، ولذلك تولى أدولف فون ناسو المنصب. عندما بدأ ديتر ينجذب إلى الآراء المعادية للبابا الموجودة في أرجاء الإمبراطورية الرومانية المقدسة، تصعَّد الخلاف، تورط بيل في الأمر أيضًا. وأقام حملة واضحة لصالحه، وأُجبر على الهرب من ماينتس. وأثناء تخفيه، ألف كتاب ديفينسوريوم أوبيدينت أبستوليس (باللاتينية: Defensorium obediente apostolice )  وهو بحث في الدراسات الكنسية عن حجم سلطة البابا (وسلطة الكنيسة) والدور الذي يلعبه الكتاب المقدس فيهما. اتخذ في الكتاب موقفًا مشابهًا لموقف برنارد من كليرفو في كتاب بلينيتودو بوتيستاتي (باللاتينية: Plenitudo Potestatis). في الواقع، اعترف بقوة أسقف الرومان المتصدرة والمميزة، ولكن حافظ على تفوق المجالس العامة مثل بقية علماء اللاهوت في عصره، على الأقل إلى الحد الذي مكنها من إكراه البابا على الاستقالة. ولم يُظهر حرية لاهوتية أكثر من الحرية التي ادعى لاهوتيون متعصبون وجودها ومارسوها.
بسبب إصرار بيل على المحافظة على توازن متزعزع بين وجهات نظره السكولاستية والحديثة عن اللاهوت، لم يكن فكره الفلسفي غالبًا خلاقًا بشكل مباشر، ولكن له طبيعة مصطنعة، إذ كان وضوحه في التعبير يتحقق عبر مقارنة المواقف المختلفة (غراتسيا، رفيق إلى الفلسفة في العصور الوسطى).
تُعتبر هذه الآراء التي دافع عنها بيل في عصره متعلقة بمسائل جدلية جديرة بالذكر، وهي: أ) تُستمَد كل السلطات القضائية الكنسية، بما فيها سلطة الأساقفة من البابا بشكل مباشر أو غير مباشر. من الجدير بالملاحظة فيما يخص هذا الاتصال، أن دفاعه عن المزاعم الأسقفية لأدولف فون ناسو أكسبه ثناء البابا بيوس الثاني. ب) قوة الغفران متأصلة في التعاليم الكهنوتية، وأنه بإمكان الأسقف فقط أن يقبل أو يرفض مسامحة الأشخاص. ج) لا يحتاج كاهن التعميد إلى أي نية إضافية عن النية الصافية للكنيسة. د) لا يجوز للولاية إجبار اليهود أو الوثنيين وأطفالهم على التعمد. ه) إن الحيل التعاقدية قانونية أخلاقيًا. أصبحت كل هذه الآراء تمثل العقيدة اللاهوتية السائدة منذ ذلك الحين.

## الفكر الاقتصادي
الاقتصاد السياسي هو الموضوع الذي قدم بيل فيه أكثر وجهات النظر تقدمًا. يوضح ويليلم روسكر، الذي عرف بيل على طلاب الاقتصاد الجدد مع غوستاف سمولر، أن إلمام بيل بالاقتصاد لم يمكنه من فهم عمل من سبقوه فقط، بل من التفوق عليهم. وفقًا لبيل، يُحدَد السعر العادل للسلعة اعتمادًا على الاحتياجات البشرية، وندرة السلعة وصعوبة إنتاجها  بشكل رئيسي.
تحتوي قائمة بيل على كل العوامل التي تتحكم في سعر السوق، وهي أكثر اكتمالًا وعقلانية من أي قائمة أخرى وضعها من سبقوه (سي إف. غارني، ليدي دي جوست بري 77). أصر الكاتب نفسه على أن بيل متقدم على توما الأكويني فيما يتعلق بسيطرة التاجر أو التاجر البحري لأنه لا يجرمها بل يعتبرها أمرًا جيدًا في حد ذاته، بل يحق للتاجر تعويض بسبب عمله، ومخاطره، ونفقاته. نقاش بيل بهذا الأمر موجود في كتابه الرابع من تعليقه على كتب سينتينسيس (بالإنجليزية: Sentences)‏. ألف عملًا مميزًا عن العملة يُدعى إين وارافت غولدن بوك (باللاتينية: Ein Wahrhaft Goldenes Buch)، يُحقِّر فيه سك العملة من قبل الأمراء لأنها استغلال فاسد للناس. في العمل ذاته، يدين بشدة الحكام الذين يقومون بتقليل الحقوق العامة للغابات، والمروج، والمياه، والذين يفرضون أعباء ضريبية تعسفية، بالإضافة إلى الرياضيين الأغنياء الذين ينتهكون أراضي الفلاحين.